# Candona angulata
Candona angulata är en kräftdjursart som beskrevs av G. W. Müller 1900. Candona angulata ingår i släktet Candona, och familjen Candonidae. Arten är reproducerande i Sverige.